# 門店經理
門市經理又稱店長，是负责商店日常运营或管理的人。在商店工作的所有员工都要向門店經理匯報工作情況。門店經理則要向地区或区域总经理匯報情況。